# Neville Lederle
Neville Lederle   (Theunissen, 25 de setembre de 1938 - Cap Occidental, 17 de maig de 2019) va ser un pilot de curses automobilístiques sud-africà que va arribar a disputar curses de Fórmula 1.

## A la F1
Neville Lederle va debutar a la novena i última cursa de la temporada 1962 (la tretzena temporada de la història) del campionat del món de la Fórmula 1, disputant el 29 de desembre del 1962 el GP de Sud-àfrica al circuit de East London.
Va participar en un total de tres proves puntuables pel campionat de la F1, disputades en tres temporades diferents (1962-1963 i 1965) aconseguint una sisena posició com a millor classificació en una cursa i assolí un punt pel campionat del món de pilots.

## Resultats a la Fórmula 1
| Any  | Equip              | Xassís | Motor  | 1       | 2   | 3   | 4   | 5   | 6   | 7   | 8   | 9     | 10      | Posició | Punts |
| ---- | ------------------ | ------ | ------ | ------- | --- | --- | --- | --- | --- | --- | --- | ----- | ------- | ------- | ----- |
| 1962 | Neville Lederle    | Lotus  | Climax | HOL     | MON | BEL | FRA | GBR | ALE | ITA | USA | SUD 6 |         | 18è     | 1     |
| 1963 | Neville Lederle    | Lotus  | Climax | MON     | BEL | HOL | FRA | GBR | ALE | ITA | USA | MEX   | SUD NVS | -       | 0     |
| 1965 | Scuderia Scribante | Lotus  | Climax | SUD NVQ | MON | BEL | FRA | GBR | HOL | ALE | ITA | USA   | MEX     | -       | 0     |

### Resum
| Curses: | Victòries: | Pòdiums: | Poles: | Voltes ràpides: | Punts: |
| ------- | ---------- | -------- | ------ | --------------- | ------ |
| 3       | 0          | 0        | 0      | 0               | 1      |